# El señor de los chupetes
El señor de los chupetes es el quinto álbum de la historieta Superlópez, compuesto por ocho capítulos que son El señor de los chupetes, Primer chupete, Segundo chupete, Tercer chupete, ¡Y van...!, Cuarto chupete, ¡Chupóptero Chuper López!, El sexto chupete del apocalipsis y El fin de los chupetes....

## Creación y trayectoria editorial
Jan se basó libremente en el libro El Señor de los Anillos para construir la historia. A Jan se le ocurrió la idea cuando vio que su hijo parecía obsesionado con la lectura de dicho libro, por lo que decidió usar los chupetes como metáfora de la adicción. Tchupón parodia a Sauron, el villano de El Señor de los Anillos.
En Alemania, donde el personaje recibió el nombre de Super-Meier, la editorial Condor Verlag publicó en 1983 los primeros capítulos de esta aventura en su quinto número, utilizando la misma portada que se utilizó en España, mientras que los captítulos finales de este álbum fue utilizada en el séptimo número.